# Armoiries du Burundi
Les armoiries du Burundi furent adoptées en 1966 et se décrivent ainsi: De gueules à la bordure d'or, une tête de lion en son centre. Le blason est soutenu par trois lances traditionnelles africaines et posé sur une ceinture d'argent avec la devise nationale : « Unité, Travail, Progrès ».

Armoiries royales (1962-1966)